# Montaiguët-en-Forez
Montaiguët-en-Forez is een gemeente in het Franse departement Allier (regio Auvergne-Rhône-Alpes) en telt 310 inwoners (2005). De plaats maakt deel uit van het arrondissement Vichy.

## Geografie
De oppervlakte van Montaiguët-en-Forez bedraagt 22,3 km², de bevolkingsdichtheid is 13,9 inwoners per km².
De onderstaande kaart toont de ligging van Montaiguët-en-Forez met de belangrijkste infrastructuur en aangrenzende gemeenten.

## Demografie
Onderstaande figuur toont het verloop van het inwonertal (bron: INSEE-tellingen).
Vanwege een beveiligingsprobleem met de MediaWiki Graph-software is het momenteel niet mogelijk deze grafiek weer te geven. Zodra de software is bijgewerkt zal de grafiek vanzelf weer zichtbaar worden.